# Bulbophyllum veitchianum
Bulbophyllum veitchianum är en orkidéart som beskrevs av Leslie Andrew Garay och Wesley Ervin Higgins. Bulbophyllum veitchianum ingår i släktet Bulbophyllum och familjen orkidéer. Inga underarter finns listade i Catalogue of Life.